# Крикстейн, Аарон
Аарон Крикстейн (англ. Aaron Krickstein; р. 2 августа 1967, Анн-Арбор) — американский профессиональный теннисист, победитель 9 турниров Гран-при и АТР.

## Биография
С самого раннего возраста Аарон Крикстейн, сын врача детройтской больницы св. Джона, демонстрировал способности к занятиям спортом. В возрасте пяти и шести лет он выигрывал чемпионат штата Мичиган по плаванию вольным стилем и баттерфляем. Когда он начал заниматься теннисом, одним из его первых наставников стал Ник Боллетьери — будущий воспитатель десяти первых ракеток мира. В 16 лет он выиграл чемпионат США среди юношей (до 18 лет), а также чемпионаты США на грунтовых кортах и в помещениях в этой же возрастной категории.
Профессиональная игровая карьера Крикстейна, начавшаяся в 15-летнем возрасте, продолжалась до первой половины 1996 года. По её окончании он открыл собственное дело, торгуя изготавливаемыми на заказ аквариумами для морских рыб. Позже он занял должность директора теннисной секции кантри-клуба Сент-Эндрюс в Бока-Ратоне (Флорида). Он также выступает в ветеранских соревнованиях Outback Champions Tour.

## Профессиональная карьера
В сентябре 1983 года Аарон стал самым молодым в истории теннисистом, вышедшим в четвёртый круг Открытого чемпионата США. Среди побеждённых им соперников были юный Стефан Эдберг и многоопытный Витас Герулайтис. Через месяц, в возрасте 16 лет, 2 месяцев и 13 дней, он стал также самым молодым в истории победителем турнира серии Гран-при, добившись этого успеха на Открытом чемпионате Тель-Авива. За эти два турнира он поднялся в рейтинге Ассоциации теннисистов-профессионалов (АТР) с 489-го до 97-го места. Tennis Magazine по итогам сезона признал его «новичком года».
После победы в июле 1984 года на чемпионате США среди профессионалов в Бостоне (по пути к которой он обыграл пятую ракетку мира Джимми Ариаса) Крикстейн стал самым молодым к этому моменту теннисистом, вошедшим в первую двадцатку рейтинга АТР, а в августе вошёл уже и в число десяти сильнейших теннисистов мира, хотя закрепиться в их числе не смог. До конца года он выиграл ещё два турнира Гран-при, обыграл ещё одного лидера мирового тенниса — шведа Матса Виландера — и завоевал право на участие в итоговых турнирах года обеих профессиональных теннисных ассоциаций — турнире Мастерс под эгидой АТР и финальном турнире World Championship Tennis. В Мастерс в январе 1985 года он, однако, проиграл в первом же круге, а в итоговом турнире WCT в апреле — во втором.
В 1985 году Крикстейн вернулся в десятку сильнейших игроков мира и с короткими перерывами оставался в ней с января по июнь. Однако нестабильная игра в середине года отрицательно сказалась на его положении в рейтинге, так что к своему единственному финалу за сезон — в ноябре в Гонконге — он подошёл уже на 35-й позиции. Следующие два сезона он выступал ровно, не выпадая из числа 50 лучших теннисистов мира, но без всплесков и громких побед, и снова заявил о себе лишь в 1988 году. В августе 1988 года Крикстейн вышел в четвертьфинал Открытого чемпионата США после победы над Эдбергом — на тот момент третьей ракеткой мира, — а за осень дважды побывал в финалах турниров Гран-при, вернувшись в Top-20 рейтинга АТР. В 1989 году карьера Аарона вышла на новый пик: за сезон он выиграл три турнира, а на открытом чемпионате США дошёл до полуфинала, где проиграл посеянному вторым Борису Беккеру. В Лос-Анджелесе он победил сразу двух соперников из первой десятки рейтинга — Брэда Гилберта (в полуфинале отыгрался со счёта 1:6, 2:5, не дав сопернику реализовать ни один из семи матчболов) и Майкла Чанга (в финале отыгрался со счёта 2:6, 1:4), а в Токио в очередной раз взял верх над Эдбергом — всё ещё третьей ракеткой мира. В Париже он обыграл Гилберта во второй раз за сезон прежде чем уступить Эдбергу в полуфинале. В октябре состоялось возвращение Крикстейна в первую десятку рейтинга, где он в последний раз побывал 10 июня 1985 года. Такой длительный перерыв между появлениями в Top-10 рейтинга АТР также стал рекордом в истории тенниса. Победы в течение сезона, за который он заработал на корте почти 600 тысяч долларов, позволили Аарону во второй раз в карьере принять участие в турнире Мастерс, но на групповом этапе при одной победе (над Чангом) он потерпел два поражения (от Джона Макинроя и первой ракетки мира Ивана Лендла) и в полуфинал не попал.
В марте 1990 года Крикстейн провёл свой пятый матч за карьеру (и первый с 1987 года) в составе сборной США в Кубке Дэвиса. Выиграв обе свои одиночные встречи, он обеспечил команде общую победу над сборной Чехословакии. В дальнейшем, однако, американская сборная продолжала борьбу уже без него, завоевав в итоге свой первый с 1982 года Кубок Дэвиса. Сам Аарон в следующем месяце на Открытом чемпионате Японии обыграл в полуфинале Лендла, всё ещё возглавляющего рейтинг АТР, а в финале уступил Эдбергу — на тот момент второму в мире. После этого результата он поднялся на шестое место в рейтинге, но дальше развить успех ему не удалось. Он неудачно выступил на Открытом чемпионате Франции, пропустил Уимблдонский турнир, и даже выход в четвертьфинал Открытого чемпионата США и сразу после этого в финал турнира в Брисбене не позволили ему сохранить место в десятке сильнейших. Как четвертьфиналист Открытого чемпионата США он принял участие в Кубке Большого шлема — новом итоговом турнире года под эгидой Международной федерации тенниса, в первом круге победил шестую ракетку мира Андреса Гомеса, но затем проиграл находившемуся на десятом месте в рейтинге Брэду Гилберту.
За 1991 год Крикстейн только один раз, в Брисбене, дошёл до финала турнира АТР и по ходу сезона опустился в рейтинге вплотную к 50-му месту. Тем не менее на его счету и в этом году были победы над соперниками из первой десятки, которым приходилось вспоминать, что они имеют дело с бывшим теннисным вундеркиндом. В первом круге Открытого чемпионата США Аарон обыграл Андре Агасси — на тот момент седьмую ракетку мира, — а на турнире высшей категории в Стокгольме — занимавшего четвёртое место в рейтинге Михаэля Штиха. Весной 1992 и 1993 годов Крикстейн дважды выиграл Открытый чемпионат ЮАР. Это были два его последних титула в турнирах АТР. Последним финалом, в котором он участвовал, не победив, стал в 1992 году финал Monte-Carlo Open — турнира АТР высшей категории, где его обыграл мастер грунтовых кортов Томас Мустер. На пути к встрече с Мустером Аарон победил третью ракетку мира Бориса Беккера.
В дальнейшем Крикстейн, хотя и не выходил больше в финалы, ещё некоторое время представлял угрозу для игроков из мировой элиты, в частности в 1994 году обыграв пятую ракетку мира Серхи Бругеру и снова Штиха, поднявшегося к тому моменту в рейтинге до второй позиции. В 1995 году, после победы над Эдбергом, он достиг последнего значительного успеха в карьере, дойдя до полуфинала Открытого чемпионата Австралии, где проиграл будущему чемпиону — Агасси. На протяжении большей части этого сезона он уже проигрывал в первых кругах, хотя на Уимблдоне и дошёл до 1/8 финала. После пяти подряд поражений в начале 1996 года Крикстейн в 28 лет завершил теннисную карьеру. До настоящего времени он остаётся обладателем двух рекордов АТР, как самый молодой победитель турнира и самый молодой игрок в десятке сильнейших. Он также известен своей рекордной выносливостью на корте: из сыгранных за карьеру 36 пятисетовых матчей он одержал победу в 28, в том числе 11 раз отыгравшись из положения 0:2 по сетам (включая матч против Эдберга на Открытом чемпионате Австралии 1995 года).

## Участие в финалах турниров Гран-при и АТР за карьеру (19)
| Легенда                        |
| ------------------------------ |
| Большой шлем (0)               |
| Мастерс/Чемпионат мира АТР (0) |
| ATP Super 9 (1)                |
| ATP Championship Series (1)    |
| ATP World Series (4)           |
| Гран-при (13)                  |

### Победы (9)
| №  | Дата        | Турнир                               | Покрытие | Соперник в финале | Счёт в финале |
| -- | ----------- | ------------------------------------ | -------- | ----------------- | ------------- |
| 1. | 10 окт 1983 | Тель-Авив, Израиль                   | Хард     | Кристоф Ципф      | 7-6, 6-3      |
| 2. | 16 июл 1984 | Бостон, США                          | Грунт    | Хосе Луис Клерк   | 7-6, 3-6, 6-4 |
| 3. | 10 сен 1984 | Тель-Авив (2)                        | Хард     | Шахар Перкисс     | 6-4, 6-1      |
| 4. | 17 сен 1984 | Женева, Швейцария                    | Грунт    | Хенрик Сундстрём  | 6-7, 6-1, 6-4 |
| 5. | 9 янв 1989  | Сидней, Австралия                    | Хард     | Андрей Черкасов   | 6-4, 6-2      |
| 6. | 18 сен 1989 | Лос-Анджелес, США                    | Хард     | Майкл Чанг        | 2-6, 6-4, 6-2 |
| 7. | 17 окт 1989 | Токио, Япония                        | Ковёр    | Карл-Уве Штееб    | 6-2, 6-2      |
| 8. | 30 мар 1992 | Открытый чемпионат ЮАР, Йоханнесбург | Хард     | Александр Волков  | 6-4, 6-4      |
| 9. | 29 мар 1993 | Открытый чемпионат ЮАР, Дурбан (2)   | Хард     | Грант Стаффорд    | 6-3, 7-67     |

### Поражения (10)
| №   | Дата        | Турнир                           | Покрытие | Соперник в финале | Счёт в финале      |
| --- | ----------- | -------------------------------- | -------- | ----------------- | ------------------ |
| 1.  | 13 мая 1984 | Открытый чемпионат Италии, Рим   | Грунт    | Андрес Гомес      | 6-2, 1-6, 2-6, 2-6 |
| 2.  | 23 июл 1984 | Вашингтон, США                   | Грунт    | Андрес Гомес      | 2-6, 2-6           |
| 3.  | 18 ноя 1985 | Гонконг                          | Хард     | Андрес Гомес      | 3-6, 3-6, 6-3, 4-6 |
| 4.  | 6 окт, 1986 | Тель-Авив, Израиль               | Хард     | Брэд Гилберт      | 5-7, 2-6           |
| 5.  | 10 окт 1988 | Тель-Авив (2)                    | Хард     | Брэд Гилберт      | 6-4, 6-7, 2-6      |
| 6.  | 14 ноя 1988 | Детройт, США                     | Ковёр    | Джон Макинрой     | 5-7, 2-6           |
| 7.  | 9 апр 1990  | Открытый чемпионат Японии, Токио | Хард     | Стефан Эдберг     | 4-6, 5-7           |
| 8.  | 24 сен 1990 | Брисбен, Австралия               | Хард     | Брэд Гилберт      | 3-6, 1-6           |
| 9.  | 23 сен 1991 | Брисбен (2)                      | Хард     | Джанлука Поцци    | 3-6, 6-74          |
| 10. | 20 апр 1992 | Монте-Карло, Монако              | Грунт    | Томас Мустер      | 3-6, 1-6, 3-6      |